# Mirsad Halilovic
Mirsad Halilovic –conocido como Michi Halilovic– (Berchtesgaden, 4 de septiembre de 1983) es un deportista alemán que compitió en skeleton. Ganó una medalla de oro en el Campeonato Mundial de Skeleton de 2011, en la prueba por equipos mixtos.

## Palmarés internacional
| Campeonato Mundial | Campeonato Mundial   | Campeonato Mundial | Campeonato Mundial |
| Año                | Lugar                | Medalla            | Prueba             |
| ------------------ | -------------------- | ------------------ | ------------------ |
| 2011               | Königssee (Alemania) | Medalla de oro     | Equipo mixto       |